# 路易丝·马尔察恩
路易丝·马尔察恩（德語：Luise Malzahn，1990年1月9日—），德国前女子柔道运动员，2015年欧洲运动会女子78公斤级银牌得主、2015年世界柔道锦标赛女子78公斤级铜牌得主。2022年10月宣布退役。